# Коронація слова — 2020

Логотип конкурсу

Коронація слова 2020 — Міжнародний літературний конкурс.

## Переможці конкурсу «Коронація слова— 2020» у номінації «Романи»
1 липня 2020 р. відбулася онлайн-церемонія нагородження переможців Міжнародного літературного конкурсу «Коронація слова» у номінації «Романи».

### Лауреати
- 1 премія — «Оля» Ольга Саліпа (Хмельницький)
- 2 премія — «Живі. Всупереч» Ірина Мельниченко, Вадим Геращенко (Київ)
- 3 премія — «Руїна» Василь Крас (Лиман, Донецька обл.)

### Дипломанти
- «Крос у небуття» Юрій Сорока (Хмельницький)
- «Неповторна або міське бохо» Світлана Горбань (Веренич), Наталя Лапіна (Черкаси)
- «Летіла в небі чорна птаха» Анна Біленька (Чернігів-Київ-Нідерланди)
- «Рефлекс медузи» Роксолана Сьома (Київ)
- «Імплантовані» Олег Колесніченко (Київ)
- «Убивчий аромат цитрусових» Олег Бондар (Кропивницький)
- «Дзеркало з гримасами» Леонід Бондарчук (Херсон)

### Спеціальні відзнаки
- Спеціальна відзнака від Андрія Кокотюхи «Золотий Пістоль» за Найкращий кримінальний роман — «Крос у небуття» Юрій Сорока (Хмельницький)
- Спеціальна відзнака  «Найглибше та найґрунтовніше дослідження історії свого роду» від Лесі Воронюк та Всесвітнього дня вишиванки — «Живі. Всупереч» Ірина Мельниченко, Вадим Геращенко (Київ)
- Спеціальна відзнака від Київського національного університету імені Тараса Шевченка за історико-патріотичний твір — «Руїна» Василь Крас (Лиман, Донецька обл.)
- Спеціальна відзнака від професора Анатолія Ткаченка «За інтелектуальний гумор» — «Дзеркало з гримасами» Леонід  Бондарчук (Херсон)
- Спеціальна відзнака від Асоціації розвитку суддівського самоврядування України «Правосуддя» — «Згвалтоване кохання» Андрій Осіпов (Одеса)
- Спеціальна відзнака від часопису «Час і Події» і Марини Олійник — «Пророцтво Пушьямітри: неймовірна детективна оповідь» Брати Манжос (Київ)
- Спеціальна відзнака від часопису «Час і Події» і Марини Олійник — «Лавка продажу дітей» Анна Софіна (Миколаїв)
- Спеціальна відзнака від Олександра Вільчинського за кращий твір на воєнну тематику — «Саша» Данило Зозуляк (Львів)
- Спеціальна відзнака від Олександра Вільчинського за кращий твір на воєнну тематику — «За рогом смерті» Василь Тибель (Рівне)
- Спецвідзнака від Дари Корній і Тали Владмирової  «Українське сучасне фентезі» — «Вітряна гора» Анна Багряна (Київ-Софія)
- Спеціальна відзнака від Ніки Нікалео та Львівського жіночого літературного клубу за найкращий твір про кохання — «Юкрейніан Рапсоді» Ольга Лотоцька-Колесніченко (Київ)
- Спеціальна відзнака  від Андрія Садового — «Шоу над прірвою» Ольга Шпак  (Львів)
- Спеціальна відзнака за найкращу рецензію на «коронований» твір від Софії Філоненко — рецензія на книгу Еліни Заржицької «Китеня Тимко та капітан Теревенько» Ольга Рєпіна (Дніпро)
- Спеціальна відзнака від Олени Осмоловської за кращі Інклюзивні оповідання «Terra інклюзія» — «Дивна Іларія» Наталя Чайковська (Луцьк)
- Спеціальна відзнака від Олени Осмоловської за кращі Інклюзивні оповідання «Terra інклюзія» — «Офіціант» Олеся Маркович (Ужгород)
- Номінація короткої прози про сучасний Київ та киян «Як тебе не любити» — «Спогади Подолу» Наталя Гук (Київська обл.)

## Переможці конкурсу «Коронація слова— 2020» у номінації  «Кіносценарії»
20 вересня 2020 р. відбулася онлайн-церемонія нагородження переможців міжнародного літературного конкурсу «Коронація слова» у номінації «Кіносценарії» за підтримки Державного агентства України з питань кіно.

### Лауреати
- 1 премія — «Подвійний імельман» Ірен Роздобудько (Київ-Донецьк)
- 2 премія — «Кіготь і Велика Ханум» Ірен Роздобудько (Київ-Донецьк),  «На тому боці» Юрій Леута і Наталя Блок (Київ)
- 3 премія — «На крилах слави» Микола Кирильчук (Рівне)

### Дипломанти-фіналісти
- «Гідра» Ярослав Яріш (с. Ралівка, Львівська обл.)
- «По той бік невимовності» Кирило Устюжанін (Київ)
- «34 сонячні дні і один похмурий»  (кіносценарій за однойменною повістю Олі Русіної)  Валерій Пузік (Одеса)  і Оля Русіна (Київ)
- «Остання пісня Зозулі» Олесь Гриб (Київ)

### Дипломанти
- «Сіверщина 1659» Анатолій Покришень (Чернігів)  і Олег Миколайчук (Київ)
- «Винахід століття» Юрій Багрянцев (Київ)
- «Безхатько» Олексій Мазур (Дніпро)
- «Дорога» Ярослав Мельник  (Вільнюс) і Ольга Самолевська (Київ)
- «Мій коханий віконт» Олена Терещенко (Чернігів)
- «Дистанція» Андрій Євстратенко і Олексій Уманський (Київ)
- «Вполювати рідкісного звіра» Денис Кушнарьов (Київ)
- «По чім сьогодні мільйонери?» Олесь Гриб (Київ)
- «Червоні маки Олега Стадніка» Леся Туровська (Київ)
- «Серце птаха» Олена Шарманова (Київ)

### Спеціальні відзнаки
- Спецвідзнака за музичний жанр від Національного академічного театру оперети — «Старі пеньки» Сергій Замченко (Суми)
- Спеціальна відзнака від Національного університету ім. Т.Г. Шевченка за найкращий історико-патріотичний кіносценарій— «Чорна княгиня» Марія Ткачівська (Івано-Франківськ)
- Спеціальна відзнака від Національного університету ім. Т. Г. Шевченка за найкращий історико-патріотичний кіносценарій —  «Факультет всезагальної любові» Олександр Есаулов (Ірпінь)
- Спеціальна відзнака генерального продюсера Рівненського міжнародного кінофестивалю «Місто Мрії» Олександра Гладунова — «Волинь 43-44» Василь Щеглюк (Львів)
  - Спецвідзнака за інтелектуальний гумор від Національного університету ім. Т. Г. Шевченка — «Домашнє ув’язнення» Тетяна Дончева   (с. Нові Петрівці, Київська обл.)
- Спецвідзнака за інтелектуальний гумор від Національного університету ім. Т. Г. Шевченка — «Криваві танці у Кутах» Владислав Івченко (Суми)
- Спецвідзнака за інтелектуальний гумор від Національного університету ім. Т. Г. Шевченка — «Чари» Соломія Кривенко (Львів)
- Спеціальна відзнака на честь світлої пам’яті Володимира Івасюка — «На крилах слави» Микола Кирильчук (Рівне)
- Найкращий сценарій до короткометражного фільму — «Частинка світла» Анна Смолій (Київ)
- Спецвідзнака «Симпатія Одеської кіностудії» — «Кіготь і Велика Ханум» Ірен Роздобудько (Київ-Донецьк)
- Найкращий телесеріал — «Це моє місто» Тетяна Дончева (с. Нові Петрівці, Київська обл.)

## Переможці Молодої Коронації – 2020
20 жовтня 2020 р. відбулася онлайн-церемонія нагородження переможців Молодої і Дитячої Коронації міжнародного літературного конкурсу «Коронація слова» за організаційної підтримки Київського університету імені Бориса Грінченка, у партнерстві із Київським Палацом дітей та юнацтва, під патронатом Міністерства освіти та науки України, за підтримки Департаменту культури, Департаменту освіти і науки, молоді та спорту КМДА.

### Дорослі для підлітків
- Збірка віршів — «Повірити підсніжнику» Людмила Живолуп (с. Чубинське, Бориспільський район, Київська область)
- Поема — «Тато» Олена Миклащук (с. Вербівці, Шепетівський район, Хмельницька область)
- Роман — «Бенедьо Птах, козак Куць і неслухняна лісова царівна» Павло Дима (Київ)
- Збірка оповідань — «Вони змінили світ музики» Ольга Полевіна (Кропивницький)

- Казка — «Олександр Механік та країна маленьких Фей» Всеволод Паталаха (Київ)
- Оповідання — «Вовк і воля» Алла Ємченко (Харків) і «За все в житті треба платити» Валентина Лисенко (смт Бородянка, Київська область)
- Повість — «Борись, Борисе! Щоденник переселенця» Тетяна Стрижевська (Київ)
- П’єса — «Володарка Хмар» Оксана Радько (Київ)
- Кіносценарій: 1 премія — «Загублена пам’ять» Наталія Дев’ятко (Дніпро), 2 премія — «Коли настане день» Наталія Смирнова (Кропивницький)

### Підлітки для підлітків
- Оповідання — «Кому присвятимо любов?» Дарина Катречко (Харків)
- Повість — «Стібіо» Валентина Нетребич (Херсон)
- Роман — «Крізь час додому» Валерія Савотіна (с. Світильня, Броварський район, Київська область)

### Підлітки для дорослих
Проза — «Маріонетки» Злата Гарбарчук (Львів)

### Спецвідзнаки
- Спецвідзнака від «Дебют-газети» сучасній за змістом повісті на соціально важливу тему зі життєвостверджуючим посилом — «Приречена дружба» Наталія Чайковська (Луцьк)
- Спецвідзнака «За драматизм відтворення патріотичної тематики» — «Тато» Олена Миклащук (с. Вербівці, Шепетівський район, Хмельницька область)

## Переможці Дитячої Коронації– 2020

### Дорослі для дітей
Твори для дошкільнят
- Збірка віршів — «І у полі, і у лузі» Тетяна Скубенко (Сміла)
- Збірка оповідань — «Пригоди Ольки та Горки» Таміла Тарасенко (Запоріжжя)
- Оповідання — «Руде ластів’ятко» Галина Олійник (Павлоград)
- Казка — «Неймовірні історії моїх шкарпеток» Тетяна Писанко (с. Стебне, Звенигородський район, Черкаська область)
- П’єса — «Чао, какао!» Юлія Куліш (Київ)

### Твори для молодших школярів
- Збірка віршів — «Загадки» Анатолій Антонець (Черкаси)
- Збірка оповідань — «Гостинець від Зайчика» Ганна Коназюк (Київ)
- Оповідання — «Горе Святогореве» Ганна Коназюк (Київ)
- Казка — «Новий рецепт кондитера Петера» Наталія Проців (Київ)
- П’єса — «Таємничий жонглер» Леся Мовчун (Київ)
- Повість — «Шипіт нижнього світу» Ольга Тимченко (Київ)
- Анімація — «Непослухи і чарівний амулет» Наталія Смирнова (Кропивницький)
- Анімаційний серіал — «Казки самшитової алеї» Наталія Мазур (Дунаївці)

### Діти для дітей
- Оповідання — «Фантастична історія» Анастасія Стародубцева (Київ)
- Збірка віршів — «В очікуванні Різдва» Максим Смовський (Остер)

### Номінація «Приз читацьких симпатій»
У рамках Молодої і Дитячої Коронації відзначено таких авторів, які пишуть для дітей та юнацтва — Анна Багряна, Олександр Зубченко, Ольга Деркачова, Світлана Талан, Любов Відута, Сергій Пантюк, Юлія Єфанова, Ольга Халепа, Наталя Гук і Віоліна Ситнік.

## Переможці конкурсу «Коронація слова— 2020» у номінації  «Пісенна лірика»[3]
27 грудня відбулася онлайн-церемонія нагородження переможців Міжнародного літературного конкурсу «Коронація слова» у номінації «Пісенна лірика».

### Збірки творів

#### Лауреати
- 1 премія — «50 відтінків тепла» Богдан Щеглюк (Київська обл.), «Пісні з Донбасу» Антоніна Листопад (Київська обл./Краснодон)
- 2 премія — «Україна і родина – два крила» Любов Мишура (с. Бондарівка, Луганська обл.)
- 3 премія — «Пісні про невмируще» Віталій Старченко (Дніпро)

#### Дипломанти
- «Обвінчала нас осінь» Ірина Романенко (Київ)
- «Тримай мене» Світлана Мазуренко (Вінниця)
- «Мої ранок і вечір мають ваше ім’я» Наталя Матюх (Харків)
- «Що ти знаєш про море» Олександр Козинець (Київ)
- «Між нами» Ігор Астапенко (Київ)
- «Передосіння» Вікторія Шевель (Переяслав-Хмельницький)

### Окремі твори

#### Лауреати
- 1 премія — «Крила на виріст» Саня Малаш (с. Гоголів, Київська обл.)
- 2 премія — «Давай літати» Богдана Гайворонська (Ірпінь, Київська обл.)
- 3 премія — «А я прошу» Іван Гентош (Львів)

#### Дипломанти
- «Медитативний вальс» Сергій Татчин (Вінниця)
- «Розкажи мені щось про Крим» Ольга Мацо (Ужгород)